# Родогуна (дочь Ксеркса I)
Родогуна (V век до н. э.) — дочь персидского царя Ксеркса I.
По сообщению Ктесия, Родогуна была дочерью персидского царя Ксеркса I, правившего в 486—465 годах до н. э., и его жены Аместриды. Ф. Юсти указал, что Родогуна была названа в честь своей бабушки, однако Р. Шмитт с таким выводом не согласился.
Был обнаружен деревянный гроб, клинописные надписи у которого гласили, что находившееся в нём мумифицированное тело женщины принадлежит «Родогуне, дочери царя Ксеркса». Однако установлено, что это является современной подделкой.